# Фишер, Эрика
Эрика Фишер (нем. Erica Fischer; род. 1 января 1943, Сент-Олбанс, Хартфордшир, Великобритания) — австрийская журналистка, писательница.

## Биография
Родилась в Великобритании в 1943, куда её родители эмигрировали после аннексации Австрии Германией. В 1948 году они вернулись в Вену. В 1970-е Эрика основала «Новое женское движение» (Neue Frauenbewegung). Она была одной из овновательниц феминистского журнала «AUF — Eine Frauenzeitschrift» и венского издательства «Женская комната» (Frauenzimmer).
Одна из самых известных книг писательницы «Эме и Ягуар» (1994). Роман был переведён на пятнадцать языков и удостоен литературного приза «Лямбда». На основе книги сняты документальные фильмы, в Германии прошла выставка памяти Фелице Шрагенгейм (одной из двух главных героинь книги), а в 1999 году вышел художественный фильм «Эме и Ягуар», получивший множество наград на международных кинофестивалях, в том числе в Берлине и Нью-Йорке.
В основе сюжета — документальная история любви двух женщин: еврейки Фелице Шрагенгейм, родственницы Лиона Фейхтвангера, и немки Элизабет Вуст, жены нацистского солдата и матери четверых детей. Они встретились в 1942 году в Берлине, когда Фелице была «субмариной» (так называли евреев, живущих в подполье в гитлеровской Германии). Фелице была задержана Гестапо в 1944 году и погибла в концентрационном лагере Bergen-Belse.